# تونل (فیلم ۱۹۱۵)
«تونل» (انگلیسی: The Tunnel (1915 film)) فیلمی در ژانر درام است که در سال ۱۹۱۵ منتشر شد.